# Krunesjön
Krunesjön är en sjö i Varbergs kommun i Halland och ingår i Himleåns huvudavrinningsområde.